# Rub al-Hizb

Rub al-Hizb

Rub al-Hizb je islámský symbol. Má podobu dvou překrývajících se stejně velkých čtverců, pootočených vzájemně o 45 stupňů, takže vytvářejí osmicípou hvězdu, zpravidla doplněnou o malou kružnici uprostřed. Používá se jako grafické znaménko v Koránu, kde odděluje jednotlivé úseky, na které je text rozdělen kvůli lepší orientaci předčítajícího. V tabulce Unicode má kód U+06DE. Hvězda je častým motivem v islámské architektuře (například obě věže Petronas Twin Towers mají půdorys vybíhající do osmi cípů), používá se také ve státních znacích některých muslimských zemí (Turkmenistán, Uzbekistán, v historii Saadové). Pod názvem nedžmat al-Kuds je symbolem arabského Jeruzaléma, připomínajícím osmiboký Skalní dóm. Je také znakem káhirského metra a objevuje se ve filmu Indiana Jones a poslední křížová výprava na vlajce Hataye (tento stát sice ve třicátých letech 20. století skutečně existoval, používal však tureckou vlajku). Symbol je ovšem doložen už z předislámských časů, používali ho například Tartessové na Pyrenejském poloostrově, v hinduismu je osmicípá hvězda atributem bohyně Lakšmí. 